# Бато из племени Воды
«Бато из племени Воды» (англ. Bato of the Water Tribe) — пятнадцатый эпизод первого сезона американского мультсериала «Аватар: Легенда об Аанге».

## Сюжет
Аанг и Сокка находят следы битвы племени Воды в лесу. К ним подключается Катара, и они выходят на берег, где видят корабль своего народа, понимая, что их отец был здесь. На судно принца Зуко является девушка со своим зверем Шир Шу, который учуял беглеца. Джун забирает его, чтобы получить награду, и способности её чудовища заинтересовывают Зуко и дядю Айро. Вечером Сокка вспоминает, как провожал отца на войну, и к их костру подходит Бато из племени Воды. Сокка и Катара рады встрече с ним. Он отводит их к монастырю, где сёстры заботятся о нём после того, как он был ранен на войне. Бато отводит детей в свой шатёр. Сокка и Катара общаются с ним, ностальгируя о прошлом, а Аанг чувствует себя лишним. Тем временем Зуко приходит в бар и просит наёмницу найти одного человека с помощью ожерелья Катары. Она шутит, что от Зуко сбежала девушка, но он отвечает, что ищет лысого монаха, с которым та путешествует. Они заключают сделку и отправляются на поиски.
Бато сообщает, что ждёт послание от отца Сокки и Катары, и предлагает им встретиться с ним, когда получит письмо. Аанг, слыша это, выходит на улицу. Однако брат с сестрой отказываются, потому что должны быть с Аватаром, но он этого не слышит. Аанг боится, что друзья его бросят, и встречает на пляже посланника, который отдаёт ему карту, в которой указано место встречи с отцом Сокки и Катары. Аватар мнёт карту и прячет под одеждой. Затем Аанг возвращается к друзьям. На следующий день Джун с Зуко и Айро прилетают к травнице, которую недавно посещал Аватар. Он тем временем чуть не попадается, когда роняет карту во дворе, которую медсестра воспринимает за мусор. На пляже Аанг с помощью магии воздуха заметает следы лошади посыльного, а Бато собирается посвятить Сокку в мужчины, как делается в их племени. Джун, Зуко и Айро посещают гадалку, у которой был Аватар. Бато, Катара, Сокка и Аанг плывут по воде и должны миновать скалы. Сокка становится командиром и отдаёт указы друзьям, в то время как Бато обещает не помогать им. Они проходят через скалы и видят более серьёзные препятствия. Бато говорит, что Сокка уже прошёл обряд, но он решает пройти и через остальные скалы. Им это удаётся. На берегу Бато рисует на лбах детей знаки: Сокка получает знак мудрости, Катара — знак отваги, а Аанг — знак веры. Однако Аватар стирает его и признаётся, что ему нельзя доверять, показывая им карту отца. Сокка злится на него и идёт искать отца, разочарованная Катара присоединяется к брату.
Катара прощается с Аангом в монастыре, и они уходят, а Аватар направляется в другую сторону. Затем в монастырь является Зуко со своими путниками. Сокка и Катара слышат вой изгнанного волка и разговаривают с Бато. Они приходят к выводу, что должны помириться с Аватаром и продолжить их путешествие. На пляже медсестра сообщает Аангу о прибывших злодеях, ищущих его с помощью ожерелья, и он понимает, что Катара в опасности. Зверь выводит Зуко на Сокку и Катару, и Джун снова шутит, заявляя, что понимает, почему Катара сбежала от него, ведь она слишком хороша для принца. Брат с сестрой пытаются убежать, но чудище парализует их. С пленниками Зуко возвращается к монастырю и сталкивается там с Аангом. Аватар сбрасывает всех с Шир Шу, но затем Джун вновь взбирается на своё животное. Аппа атакует зверя, и второму не удаётся парализовать зубра. Аанг сражается с Зуко и в ходе битвы отнимает у него ожерелье Катары. Медсёстры дают Сокке и Катаре понюхать духи, и они приходят в норму. У них появляется идея ослепить Шир Шу духами, ведь тот смотрит только через нос при помощи запахов. Чудище несколько раз бьёт Аппу языком и наконец парализует бизона. Катара магией воды выливает на него духи, и он попадает языком по Зуко и Джун. Дядя Айро, которому нравится девушка, ловит её и падает с ней на землю. Команда Аватара улетает, когда Аппа приходит в себя. Они уже помирились, и Аанг возвращает Катаре ожерелье её матери, за что та благодарит его поцелуем в щёчку.

## Отзывы

Динамика оценок IGN к эпизодам 1 сезона мультсериала

Тори Айрленд Мелл из IGN поставил серии оценку 8,9 из 10 и написал, что «это был в целом почти идеальный эпизод от начала до конца». Рецензенту понравились введённые персонажи: «охотница за головами Джун и её пёс-дракон Шир Шу». Он отметил проблему в конце серии, когда герои «оставили Зуко, Джун и дядю Айро без сознания — и мы не знаем, что с ними случилось [дальше]». В конце критик написал, что это был «отличный эпизод».
Хайден Чайлдс из The A.V. Club подметил, что в начале эпизода «Сокка демонстрирует хорошие навыки отслеживания при описании битвы между народом Огня и племенем Воды». Критика повеселила сцена, в которой «самый глупый безбилетный пассажир» сел на корабль нации Огня. Когда на судно пришла Джун, рецензент написал, что она «великолепна, саркастична и явно может справиться [со всем] сама». Чайлдс также подметил, что эпизод был написан новым сценаристом, Яном Уилкоксом.